# Gerber Mark II
Gerber Mark II (укр. Гербер Марк II) — бойовий ніж виробництва компанії Gerber Legendary Blades. Ніж був розроблений капітаном армії США Бадом Голзманом (англ. Bud Holzman) на основі відомого римського меча Майнц Гладіус.
Ніж має 16.5 см похиле лезо, та рукоятку як у британського кинджала часів Другої світової війни Фейрберна-Сайкса, що був розроблений для британських командос. Mark II широко використовувався американськими військами під час війни у В'єтнамі, і поступався за популярністю лише ножу Ka-Bar.

## Історія
Перший прототип ножа був випробуваний солдатами Четвертої піхотної дивізії США у Форт Льюїс, що у штаті Вашингтон, у 1966 році. На основі їх відгуків та пропозицій був створений другий прототип у серпні 1966 року, який і став фінальною версією ножа, і був переданий до виробництва у жовтні 1966 року.

## Gerber Mark I
Gerber випустив зменшену версію Mark II, відому як Mark І. Mark I мав 12 см лезо, що дозволяло сховати його у чоботі. Цей ніж був у виробництві у періоді з 1976 по 1997 рік.

## Виробництво
- Серійне виробництво з 1967 по 2000 рік;
- Додатковий обмежений тираж у 1500 одиниць у 2002 році;[2]
- Відновлення серійного виробництва в липні 2008 року.[3]

### Версії ножей
- Cat's Tongue: (CT1, CT2, CT2S, CT3, CT3N, CT4, CT5, CT6, CT7, CT8, CT9)
- Gold handled knives: (GH1)
- Gray armorhide knives: (GA1, GA1I, GA2, GA3, GA4, GA5, GA6)
- Black armorhide knives: (BA1, BA2, BA3, BA4, BA5, BA6, BA7, BA8, BA9)
- Yellow armorhide knives: (YA1, YA2, YA3, WS1, WS2)
- Orange armorhide knives: (OA1, OA2, OA3, OA4, OA5, OA6)
- Vietnam tribute type: (VT1, VT2, VT3, VT4, VTBS)
- Presentation Grade knives: (P1, P2, P1S)
- President's Collection knives: (PC1, PC1E, PC2, PC2E,
- Carved ivory knives: (I1, I2, I3, I4, IS)
- Prototype knives: (XKCT, XKTIN, XK20, XKFH)

### Модифікації лез
- 1966—кінець 1967 — Вузьке похиле лезо (SN#1001—SN#3747)
- Кінець 1967–1973 — Вузьке пряме лезо
- 1973—Грудень 1979 — Широке лезо
- Грудень 1979—досі — Пряме лезо з зубцями, 14"
- 1976—досі — Великі зубці, стандарт 8"
- 1966–1979 — L6 Сплав інструментальної сталі
- 1970–1974 — 440C Неіржавна сталь, MK II-D
- Грудень 1979—досі — 440C Неіржавна сталь польрована чорного кольору
- Після 1967 — похиле лезо

## Характеристики
Характеристики комерційної версії ножа, який виробляється з 2008 року:
- Довжина леза: 165 мм
- Твердість: 56-57 HRc
- Вага: 224 г
- Тип леза: 420HC Неіржавна сталь
- Рукояті: Алюміній
- Ножні: Чорні, нейлонові (англ. Ballistic Nylon)
- Країна виробник: США

### Схема нумерації
Схема нумерації, використовується з часу виробництва версії ножа 2008 року.
- Перші два символи — рік виробництва (08 для 2008, 13 для 2013);
- Третій символ — стиль рукояті;
- Четвертий символ — тип покриття леза;
- П'ятий символ — матеріал та колір ножен.

Типовий Mark II, виготовлений у 2008 році, матиме серію «08AGN».

## Цікаві факти
- Ніж отримав додаткову популярність, коли він був використаний Мелом Гібсоном у фільмі Шалений Макс 2 (англ. Mad Max 2: The Road Warrior).
- Модифікація ножа з чорним лезом була використана в одній із сцен фільму 1986 року — Чужі (англ. Aliens).
- У фільмі 2014 року Капітан Америка: Зимовий солдат (англ. Captain America: The Winter Soldier) вигаданий персонаж Зимовий солдат (англ. Winter Soldier) використовує Mark II під час бою з Капітаном Америка.